# Kindwiller
Kindwiller es una comuna francesa, situada en el departamento de Bajo Rin, en la región de Alsacia. 
| 483 | 513 | 548 | 533 | 550 | 543 |
| Para los censos de 1962 a 1999 la población legal corresponde a la población sin duplicidades (Fuente: INSEE [Consultar]) |     |     |     |     |     |